# Лу Уилс Хилдрет
Лу Уилс Хилдрет (на английски: Lou Wills Hildreth) е американска изпълнителка на южняшки госпъл, автор на песни, агент на таланти и телевизионен водещ. Тя беше първата жена, притежавала агенция за таланти в индустрията на южното евангелие като президент на агенцията за таланти в Нешвил. Тя е въведена в Залата на славата на Евангелската музика и в Музеят на Южното Евангелие и Залата на Славата.

## Ранен живот
Хилдрет е родена на 13 юли 1928 година в Мемфис, Тексас. Цялото ѝ семейство са изпълнители на южняшки госпъл.

## Кариера
Хилдрет започва кариерата си като госпъл изпълнителка заедно със семейството си, като част от групата Сининг Уилс Фемили (в превод: „Пеещото семейство Уилс“). През 60-те години тя е водеща на предаването Време за вдъхновение със Семейство Уилс. В хода на кариерата си е била домакин на телевизионните предавания Hill Country Gospel TV и Inside Gospel, Family Lifestyles и Nashville Gospel.
Хилдрет е автор на песни.  Тя е основател и собственик на агенция за таланти в Нашвил,Тенеси, което е прави „първата жена, която притежава собствена агенция за резервации“ в музикалната госпъл индустрия. Сред клиентите ѝ са Марк Лоури и групата Хемфилс. Тя е съсобственик също така на звукозаписната компания Sword & Shield Recording & Publishing Company.
Хилдрет е част от борда на директорите на Асоциацията за госпъл музика в продължение на две десетилетия. Тя е включена в Залата на славата на госпъл музиката през 2005 г. и в Музея и Залата на славата на южняшкия госпъл през 2007 г. В нейна чест е създадена наградата „Лу Хилдрет“ на Националната конвенция за квартети. Лу Хилдрет получава почетен докторат по музика от Баптисткия университет в Луизиана.

## Личен живот
Хилдрет е омъжена за Хауърд Хилдрет в продължение на 72 години. Двамата имат две деца – син Дейвид и дъщеря Катрин. Хауърд умира на 26 декември 2018 г. Лу Хилдрет умира два месеца и два дни след съпруга си.